# Кроу-Крик
Кроу-Крик (англ. Crow Creek Indian Reservation;  на языке дакота KhąǧÍ Wakpá Okášpe, лакота Kȟaŋğí Wakpá Oyáŋke) — индейская резервация, расположенная на восточном берегу реки Миссури в штате Южная Дакота.

## История
Резервация Кроу-Крик была основана в 1863 году. После подавления восстания санти-сиу в Миннесоте, часть мдевакантонов правительство США депортировало к берегам Миссури в район реки Кроу-Крик. Позднее такая же участь постигла и народ виннебаго. Кроме мдевакантонов и виннебаго в Кроу-Крике были поселены нижние янктонаи. Условия жизни в резервации были очень плохими и после вынужденного переселения часть виннебаго вернулась на родные земли в Висконсине, а некоторые бежали в Небраску, несмотря на неоднократные попытки армии США помешать этому. Многие мдевакантоны в 1866 году также покинули Кроу-Крик и ушли вниз по Миссури к устью реки Бэзил-Крик, где была основана резервация Санти.
На территории резервации расположены два археологических объекта, которые относятся к Национальным историческим памятникам США. Курганы Форт-Томпсона — это археологический объект, датируемый примерно 800 годом, со свидетельствами о некоторых первых гончарных изделиях на Великих равнинах. Кроу-Крикская резня — уничтожение поселения в ходе междоусобной войны индейских племён, которое произошло приблизительно в середине первой половины XIV века.

## География
Резервация занимает территорию площадью 1 194,915 км², из них 1 094,325 км² приходится на сушу и 100,59 км² — на воду. Территория резервации охватывает округа Баффало, Хайд и Хьюс. Главным городом и столицей резервации является Форт-Томпсон, расположенный в округе Баффало.

## Демография
| Год переписи                    | Нас. |  | %±    |
| ------------------------------- | ---- |  | ----- |
| 2000                            | 2225 |  | —     |
| 2010                            | 2010 |  | −9,7% |
| 2020                            | 2054 |  | 2,2%  |
| 2000–2020 U.S. Decennial Census |      |  |       |

По данным федеральной переписи населения 2000 года в резервации проживало 2 225 человек.
Согласно федеральной переписи населения 2020 года в резервации проживало 2 054 человека, насчитывалось 581 домашнее хозяйство и 570 жилых домов. Средний доход на одно домашнее хозяйство в индейской резервации составлял 37 292 доллара США. Около 35,2 % всего населения находились за чертой бедности, в том числе 38,9 % тех, кому ещё не исполнилось 18 лет, и 23,8 % старше 65 лет.
Расовый состав распределился следующим образом: белые — 160 чел., афроамериканцы — 2 чел., коренные американцы (индейцы США) — 1 800 чел., азиаты — 3 чел., океанийцы — 1 чел., представители других рас — 4 чел., представители двух или более рас — 84 человека; испаноязычные или латиноамериканцы любой расы составили 22 человека. Плотность населения составляла 1,72 чел./км².